# Caraiti
I caraiti (in ebraico קראילאר‎?, Karaylar, detti anche karaimi, caraimi o karaiti) sono un popolo di ceppo e lingua turchi, affine ai tatari, originario della Crimea e aderente all'ebraismo caraita. Oggi la comunità più rilevante, benché ridotta a poche centinaia di persone, risiede a Trakai, in Lituania.

## Origini e diffusione
L'origine dei caraiti, emersi come gruppo a sé stante tra i turchi della sponda nord del Mar Nero in età medievale, è ancora oggetto di dibattito storico. Un'ipotesi ne fa i discendenti di un gruppo di origine ebraica, aderente al caraismo e stanziatosi in Crimea, che avrebbe adottato la lingua turca parlata nell'area, dando così origine alla lingua caraima (di base turca con influenze ebraiche). Altre ipotesi, accettate nel corso della storia dai caraiti stessi e dagli altri popoli con i quali sono venuti in contatto, li considerano invece etnicamente turchi, convertiti al caraismo; alla medesima conclusione sono d'altra parte giunti anche gli studiosi, che li considerano turchi di religione giudaica, e non ebrei di lingua turca.
Molto popolare (per quanto mancante di riscontri effettivi), stando anche al periodo di origine del gruppo etnico in questione, risulta l'ipotesi che si rifà alla teoria cazara sulle origini degli ebrei orientali, proposta da Arthur Koestler nel suo celebre La tredicesima tribù. Nel saggio viene avanzata l'ipotesi per cui i Caraiti sarebbero discendenti dei Cazari, vista la grande diffusione del Caraismo presso questo popolo. Koestler riporta una parte di un rapporto epistolare del X secolo tra Hasday Ibn Shaprut e l'allora Kahan cazaro Joseph ben Aaron, in cui il primo pone al secondo delle domande circa la loro fede. Il sovrano risponde, oltre al fatto che non sono discendenti di nessuna delle tribù di Israele, che considerano come riferimento solo la Tanakh, caratteristica saliente del caraismo. Considerando, inoltre, che la Crimea, luogo di diffusione per eccellenza dei Caraiti, è stata sotto il controllo cazaro diverse volte durante l'egemonia dell'impero e considerando che la diaspora cazara, dopo la caduta del Kahanato, ha interessato gran parte dell'Europa orientale, come le odierne Ucraina (Crimea compresa), Russia e Lituania, la solidità dell'ipotesi appare rafforzata. D'altra parte, ci sono argomenti che sembrano contraddire tale ipotesi: l'impero Cazaro si disgregò attorno all'XI secolo, mentre la presenza caraita nell'Europa dell'Est è documentata dal XIV secolo; inoltre la lingua caraim appartiene al ceppo kipchaki, mentre la lingua cazara a quello bulgaro, del quale la sola lingua rimasta, in Russia, è ciuvascio. Vista la varietà di elementi che sembrano confermare una ipotesi od un'altra e data, al contempo, la scarsità di conferme in un senso o nell'altro, appare dunque difficile ricostruire l'origine dei Caraiti. 
Tradizionalmente agricoltori, i caraiti furono spesso impiegati come militari dalle varie potenze che, nel corso dei secoli, controllarono la loro patria originaria. Questo portò a una loro diaspora in gran parte dell'Europa orientale, che ne determinò in molti casi l'assimilazione alle popolazioni maggioritarie. Attualmente piccoli gruppi sono presenti in Ucraina, Polonia e, soprattutto, in Lituania.

### Le comunità della Crimea
In Crimea, secondo l'ultimo censimento del 2014, abitano 535 caraimi, funzionano cinque associazioni volontarie e tre chiese caraimi (kenasse) a Simferopoli, Eupatoria e Feodossia, dove abita la maggior parte della comunità caraima della Crimea.

### Le comunità dell'Ucraina
Piccole comunità (poche decine di persone) caraite si trovano in una ristretta area dell'Ucraina occidentale, tra le città di Luc'k (in caraimo "Luck"), in Volinia, e di Halyč (caraimo "Gálič"), nell'oblast' di Ivano-Frankivs'k, a sud di Leopoli (caraimo "Ilov"). Il censimento ucraino del 2001 indicava solo 96 parlanti madrelingua di lingua caraima.

### Le comunità della Lituania

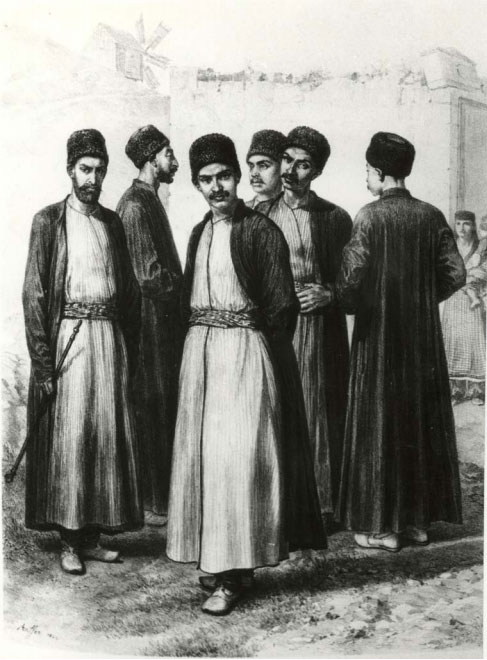
Caraiti in abiti tradizionali; illustrazione di Auguste Raffet (Crimea, 1837)

Nel 1397 il granduca di Lituania, Vitoldo, era a capo di uno Stato esteso dal Mar Baltico al Mar Nero. In cerca di soldati fidati per rafforzare il proprio esercito, li trovò tra i caraiti e portò con sé quattrocento famiglie a Trakai, presso Vilnius, dove sorgeva una delle principali fortezze del Granducato. La comunità, persa con il tempo la propria funzione militare, si stabilì definitivamente nella nuova patria, dando vita a Trakai a un'originale architettura; le loro case di legno, a un piano, presentano ancora oggi tutte rigorosamente tre finestre sulla facciata: «Una per Dio, una per la famiglia, una per il granduca Vitoldo». A tre finestre è anche la kenessa di Trakai, tempio del loro culto caraita.
Nel corso dei secoli la comunità subì, oltre a vere e proprie persecuzioni, una forte tendenza all'assimilazione da parte della maggioranza cristiana che li circondava, fino a quando, nel corso dell'Ottocento, non riuscirono a ottenere dall'Impero zarista il riconoscimento della loro specificità (1863). Tale atto – che suggellò la loro aspirazione a essere considerati non ebrei, secondo un criterio religioso, ma turchi, secondo un criterio etnico-linguistico – non fu tuttavia sufficiente a evitare loro le discriminazioni zariste, specie durante il periodo di intensa slavizzazione condotto tra XIX e XX secolo.
Il riconoscimento della non ebraicità etnica dei caraiti li mise però al riparo dalla Shoah. Quando, durante la seconda guerra mondiale, i tedeschi occuparono la Lituania, fecero anche propria la catalogazione russa che considerava i caraiti turchi, e non ebrei. La piccola comunità di Trakai poté così, al di là di isolati episodi di collaborazionismo, soccorrere la grande maggioranza giudaica lituana, nascondendo ebrei, facendoli passare per caraiti, aiutandoli nella fuga. Qualche centinaio di caraiti furono arruolati dalla Wehrmacht e nell'ausiliaria Legione tatara.
Al momento dell'occupazione sovietica della Lituania, nel 1944, le autorità comuniste censirono 6357 caraiti rimasti. In epoca post-bellica alla piccola comunità fu risparmiata la deportazione di massa che colpì altre minoranze etniche dell'URSS, ma non il processo, in gran parte anche spontaneo, di assimilazione. Lo studio condotto dal Dipartimento statistico lituano nel 1997 ha registrato 257 caraiti.

## Altre comunità
1. Altre piccole comunità di caraiti si trovano in Israele e negli Stati Uniti.